# Les Jackson
Les Jackson (* 21. Dezember 1952 in Manning, Alberta) ist ein ehemaliger kanadischer Eishockeyspieler und zurzeit Co-General Manager der Dallas Stars in der National Hockey League.

## Karriere als Spieler
Les Jackson wurde in der vierten Runde des NHL Amateur Draft 1972 als insgesamt 64. Spieler von den Boston Bruins ausgewählt. Zwar spielte Jackson in zahlreichen nordamerikanischen Profiligen, jedoch erreichte er als Spieler nie die NHL. Seine Karriere als Eishockeyspieler begann Jackson in der Western Hockey League, in der er im Spieljahr 1970/71 für die Estevan Bruins und 1971/72 für die New Westminster Bruins auflief. In seiner ersten Saison im professionellen Eishockey stand der Kanadier in der International Hockey League für die Dayton Gems in 64 Spielen auf dem Eis. Dabei erzielte er 27 Scorerpunkte, darunter neun Tore. In der Spielzeit 1973/74 stand Jackson bei den Roanoke Valley Rebels aus der Southern Hockey League unter Vertrag. Weitere Stationen für Jackson waren die Nelson Maple Leafs aus der Western International Hockey League, die Cape Codders aus der North American Hockey League, die Kalamazoo Wings aus der International Hockey League und schließlich die Butte Copper Kings, Tucson Icemen und Billings Blazers aus der Southwest Hockey League.

## Karriere als Trainer und Manager
Nach der Saison 1976/77 beendete Jackson seine Karriere als Spieler und wurde vor der Saison 1979/80 Cheftrainer der Great Falls Americans aus der Western Hockey League, bis es am 26. Dezember 1979 aufgelöst wurde. Die nächsten beiden Jahre trainierte er die Brandon Wheat Kings, die ebenfalls in der WHL spielten. Für zwei weitere Jahre war der Kanadier General Manager der Kings. Vor der Saison 1985/86 wurde er Assistenztrainer bei den Minnesota North Stars aus der National Hockey League, bei denen er in verschiedenen Positionen bis 1999 arbeitete, obwohl das Franchise im Sommer 1993 ins texanische Dallas umgezogen war und sich in Dallas Stars umbenannt hatte. Am 1. September 1999 schloss sich Jackson den Atlanta Thrashers als Assistenz-General Manager an. Am 6. Juli 2000 kehrte Jackson zu den Stars zurück und wurde am 13. November 2007 Interims-Co-General Manager zusammen mit Brett Hull. Am 22. Mai 2008 entschied die Vereinsführung Hull und Jackson als Dauerlösung in ihrer Position zu belassen und beide erhielten einen Dreijahresvertrag als Co-General Manager.